# Jamides albipatulus
Jamides albipatulus är en fjärilsart som beskrevs av Tite 1960. Jamides albipatulus ingår i släktet Jamides och familjen juvelvingar. Inga underarter finns listade i Catalogue of Life.